# Deutschland im Herbst
Deutschland im Herbst (alemany: Alemanya a la tardor) és una pel·lícula d'antologia de l'Alemanya Occidental de 1978 sobre el període de 1977 conegut com a Tardor alemanya, que va estar dominada per incidents de terrorisme. La pel·lícula està composta per contribucions de diferents cineastes, com ara Rainer Werner Fassbinder, Alexander Kluge, Edgar Reitz, Bernhard Sinkel, Alf Brustellin, Hans Peter Cloos, Katja Rupé, Peter Schubert i Volker Schlöndorff. Va ser inscrita al 28è Festival Internacional de Cinema de Berlín, on va guanyar un premi de reconeixement especial.

## Argument
Les següents seqüències de ficció i documentals estan entrellaçades de manera lliure.

### Hanns Martin Schleyer
El servei commemoratiu estatal de Hanns-Martin Schleyer, líder industrial alemany i cap de la corporació Daimler-Benz, segrestat i assassinat per membres de la RAF. Més tard veiem un home turc arrestat fora del servei commemoratiu per possessió d'un rifle, treballadors de la fàbrica en silenci per commemorar la mort de Schleyer i personal d'hostaleria del servei commemoratiu preparant-se per servir aperitius. Dirigida per Alexander Kluge.

### Rainer Werner Fassbinder
Una sèrie de diàlegs entre Rainer Werner Fassbinder i la seva mare, la seva exdona Ingrid Caven, el seu xicot Armin Meier i altres que reflexionen sobre la notícia dels suposats suïcidis dels membres del RAF Andreas Baader, Gudrun Ensslin i Jan-Carl Raspe a la presó de màxima seguretat de Stuttgart-Stammheim. Dirigida per Rainer Werner Fassbinder.

### Gabi Teichert
Una professora d'història anomenada Gabi Teichert qüestiona part del pla d'estudis que imparteix, causant preocupació entre els seus superiors. Les imatges d'arxiu narrades exploren algunes de les seves investigacions sobre la història alemanya, incloent l'incident de Mayerling, el ferrocarril militar alemany, la revolta espartaquista i l'enverinament d'Erwin Rommel per part del govern nazi.
Més tard apareixen imatges documentals a la pel·lícula de la conferència del SDP de 1977 en què els ponents condemnen les accions dels terroristes d'esquerra. Gabi Teichert, de les seqüències anteriors, està entre l'audiència prenent notes minuciosament durant un discurs de Max Frisch. Dirigida per Alexander Kluge.

### Franziska Busch
Una jove rep un cop de puny en un aparcament subterrani. Una altra dona jove que passa per davant de l'incident, Franziska Busch, baixa del seu cotxe i frustra l'agressor. Després porta la víctima a casa i la cuida. L'escena va acompanyada d'una cançó de Wolf Biermann.
El cofundador del RAF Horst Mahler és entrevistat a la presó per una companyia de televisió i afirma que el feixisme continua existint a Alemanya Occidental després de l'època nazi. També descobreix les contradiccions morals del terrorisme d'esquerra. Franziska Busch mira el metratge de l'entrevista a l'auditori de l'estudi de televisió on treballa el seu xicot. Busch comença a fer pel·lícules de propaganda amb un grup revolucionari del qual forma part. Filmen el cantant alemany Wolf Biermann interpretant 'Girl in Stuttgart' un monòleg que qüestiona la versió oficial dels esdeveniments sobre la nit de la mort de Stammheim. Dirigida per Bernhard Sinkel i Alf Brustellin.

### Schatten der Angst(Ombra de por)
A Múnic, una dona rep la visita d'un home ferit que sagna pel front i l'acull al seu apartament. Ella veu la seva cara en un diari entre els trets al cap dels terroristes buscats, però decideix no informar-ne d'ell. Dirigida per Hans Peter Cloos i Katja Rupé.

### Grenzstation
Els agents de duanes patrullen un pas entre França i Alemanya. Una parella no casada que passa per passar és aturada i se'ls revisen els documents d'identificació. El guàrdia especula que la dona s'assembla a un dels terroristes buscats. Finalment se'ls deixa passar. Dirigida per Edgar Reitz.

### Bundeswehr
Imatges documentals de l'exèrcit alemany realitzant diversos simulacres terrestres i aeris pel camp alemany. Dirigida per Peter Schubert.

### Die verschobene Antigone
Una junta de productors de televisió majoritàriament masculins es reuneix per parlar d'una propera televisió de la tragèdia de Sòfocles Antígona. Discuten abans de l'emissió amb una exempció de responsabilitat, donada l'ambient polític febril i l'exploració de la mort, l'autoritat i la resistència política de l'obra. Després de molt debat acorden no emetre l'obra en absolut. Escrita per Heinrich Böll i dirigida per Volker Schlöndorff

### Funeral
La pel·lícula conclou amb imatges de Kluge del funeral d'Andreas Baader, Gudrun Ensslin i Jan-Carl Raspe, al qual assisteixen centenars de manifestants, alguns dels quals són detinguts posteriorment. Dirigida per Alexander Kluge.
La pel·lícula comença i acaba amb la mateixa cita de Frau Wilde (mare de cinc fills), abril de 1945: 'Quan la crueltat ha arribat a un cert punt, ja no importa qui n'és el responsable, simplement s'ha d'aturar'. Frau Wilde havia estat enterrada viva després d'un bombardeig i estava parlant amb un psicoespecialista de l'exèrcit nord-americà.

## Repartiment
- Hannelore Hoger com a Gabi Teichert, professora d'història
- Angela Winkler com a Antígona
- Franziska Walser com a Ismene, germana d'Antígona
- Helmut Griem com a Creont, oncle d'Antígona
- Mario Adorf, Heinz Bennent, Otto Friebel, Michael Gahr, Helmut Griem, Dieter Laser, Enno Patalas com a productors de televisió
- Vadim Glowna com a marit
- Katja Rupé com a Branka, pianista
- Hans Peter Cloos com a estranger ferit
- Rainer Werner Fassbinder
- Wolf Biermann
- Horst Mahler
- Armin Meier
- Max Frisch

## Banda sonora
El tema musical de la pel·lícula és un fragment del segon moviment en sol major del quartet en do major, op. 76 núm. 3 L'Empereur de Joseph Haydn.
El Rèquiem en D menor de Mozart s'escolta a la cerimònia funerària de Hanns-Martin Schleyer i quan les banderes d'estrelles de tres puntes de Daimler-Benz estan a mig asta.
Després del funeral d'Andreas Baader, Gudrun Ensslin i Jan-Carl Raspe del RAF, la pel·lícula acaba amb la cançó "Here's to You" de Joan Baez i Ennio Morricone en homenatge als anarquistes Sacco i Vanzetti, mentre una jove mare amb la seva petita filla amb la jaqueta vermella escapa dels disturbis públics al cementiri de Dornhalden.